# (89959) 2002 NT7
(89959) 2002 NT7 es un asteroide que forma parte de los asteroides Apolo descubierto el 9 de julio de 2002 por el equipo del Lincoln Near-Earth Asteroid Research desde el Laboratorio Lincoln, Socorro, Nuevo México, Estados Unidos.

## Designación y nombre
Designado provisionalmente como 2002 NT7.

## Características orbitales
2002 NT7 está situado a una distancia media del Sol de 1,735 ua, pudiendo alejarse hasta 2,652 ua y acercarse hasta ,8175 ua. Su excentricidad es 0,528 y la inclinación orbital 42,33 grados. Emplea 834,912 días en completar una órbita alrededor del Sol.

## Características físicas
La magnitud absoluta de 2002 NT7 es 16,4. Tiene 1,407 km de diámetro y su albedo se estima en 0,224. 